# جورج إي. ديكسون
جورج إي. ديكسون (بالإنجليزية: George E. Dixon)‏ هو ضابط أمريكي، ولد في 1837، وتوفي في 17 فبراير 1864.